# Унцікер Вольфганг
Унцікер (Untsiker) Вольфганг (нар. 26.06. 1925, Пірмазенс, - 20.04.2006, Албуфейра) німецький шахіст, міжнародний гросмейстер з 1954. 
Ело 1973 - 2538.

## Біографія
10 років – вивчив  правила гри в шахи. Першим наставником хлопчика став батько.  Багато читав газетні вирізки з партіями таких шахістів, як  Альохін, Керес, Боголюбов та інших найсильніших майстрів світу. 
Вольфганг Унцікер помер у квітні 2006 року під час поїздки на турнір ветеранів у Португалії

## Результати
Чемпіон Німеччини - 1948, НДР і ФРН - 1953;
5-разовий чемпіон ФРН: 1950, 1952, 1959, 1963, 1965 (1 - 2 місце). 
1950-1970 очолював команду ФРН на Всесвітніх шахових олімпіадах, грав у командних чемпіонатах Європи.
1950 р. виступає на шаховій Олімпіаді, (Командне  3 місце. 11 очків з 14) 
1954 року Вольфганг отримав від ФІДЕ звання гросмейстера.
1964 року команда Німеччини  обіграла радянських шахістів з рахунком 3:1 під час олімпійських змагань.
1965 року Унцікер розділив перше місце на сочинському Меморіалі Чигоріна з Борисом Спаським. 
2001 року гросмейстер виступив на турнірі на честь ювілею Віктора Корчного. Під час змагань Унцікер обіграв Янніка Пелетьє та зіграв унічию з Володимиром Крамником та Найджелом  Шортом.
Чоловічі шахові олімпіади 
| ЗАГАЛЬНА СТАТИСТИКА |                                                  |      |      |    |     |    |      |                  |                  |
| К-сть               | Роки                                             | очки | ігри | +  | =   | -  | %    | здобутих медалей | здобутих медалей |
| К-сть               | Роки                                             | очки | ігри | +  | =   | -  | %    | команда          | індивідуальний   |
| 13                  | 1950, 1954-1964, 1968-1970, 1974-1978, 1982 р.р. | 124  | 206  | 69 | 110 | 27 | 60.2 | 0 - 0 - 2        | 1 - 0 - 0        |

Статистика по роках
| Рік      | Титул | Країна    | Ело  | очки | ігри | +  | =  | - | %    |  |
| Рік      | Титул | Країна    | Ело  | очки | ігри | +  | =  | - | %    |  |
| 1982 рік | GM    | Німеччина | 2465 | 3½   | 9    | 1  | 5  | 3 | 38.9 |  |
| 1978 рік | GM    | Німеччина | 2525 | 7½   | 12   | 4  | 7  | 1 | 62.5 |  |
| 1976 рік | GM    | Німеччина | 2530 | 7    | 13   | 2  | 10 | 1 | 53.8 |  |
| 1974 рік | GM    | Німеччина | 2535 | 10½  | 17   | 6  | 9  | 2 | 61.8 |  |
| 1970 рік | GM    | Німеччина |      | 10½  | 18   | 4  | 13 | 1 | 58.3 |  |
| 1968 рік | GM    | Німеччина |      | 8    | 17   | 2  | 12 | 3 | 47.1 |  |
| 1964 рік | GM    | Німеччина |      | 13   | 18   | 11 | 4  | 3 | 72.2 |  |
| 1962 рік | GM    | Німеччина |      | 8½   | 18   | 4  | 9  | 5 | 47.2 |  |
| 1960 рік | GM    | Німеччина |      | 11½  | 18   | 6  | 11 | 1 | 63.9 |  |
| 1958 рік | GM    | Німеччина |      | 11½  | 18   | 7  | 9  | 2 | 63.9 |  |
| 1956 рік | GM    | Німеччина |      | 11   | 18   | 6  | 10 | 2 | 61.1 |  |
| 1954 рік | GM    | Німеччина |      | 10½  | 16   | 7  | 7  | 2 | 65.6 |  |
| 1950 рік | IM    | Німеччина |      | 11   | 14   | 9  | 4  | 1 | 78.6 |  |

Учасник міжзональних турнірів 1952, 1955 років.
Переможець міжнародних змагань:
Аусбург 1946;
Гейдельберг 1949;
Травемюнде 1950;
Гастингс 1950-1951;
Люцерн 19511952;
Кремс і Марібор 1967;
Алмада 1989.
Призер  інших міжнародних турнірів:
Мадрид 1957 (2 - 3 місце); 
С.-Петербург 1960, турнір прибалтійських країн (2 місце); 
Сочі 1965 (1- 2 місце);
Санта-Моніка 1966 (4 - 5 місце); 
Любляна 1969 (3 місце);
Гастнигс 1969-1970 (2 місце); 
Лугано 1970 (3 - 4 місце);
Кисловодськ 1972 і Берн 1987 (6 місце).